# Altes Rathaus (Flein)

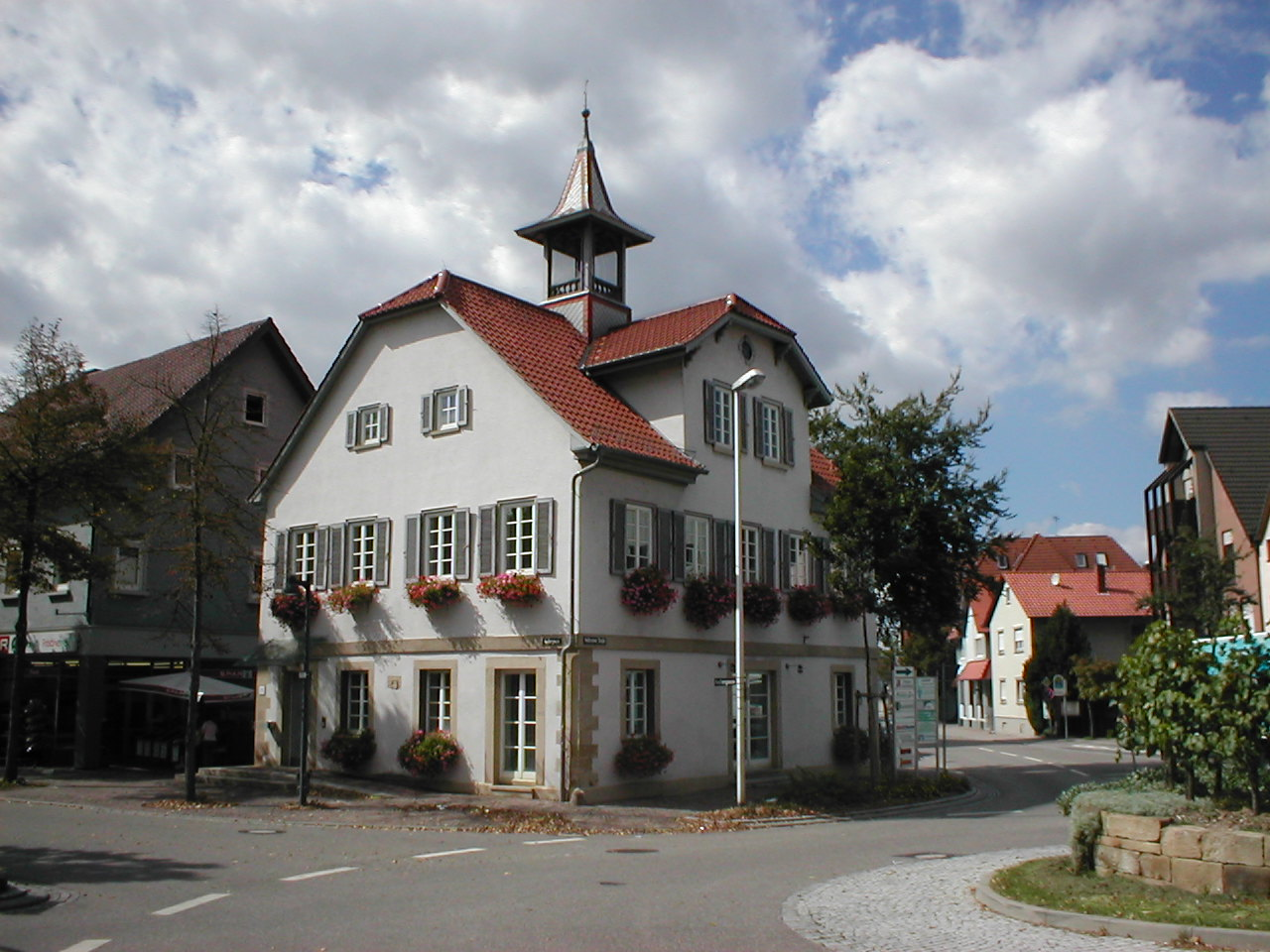
Das Alte Rathaus in Flein

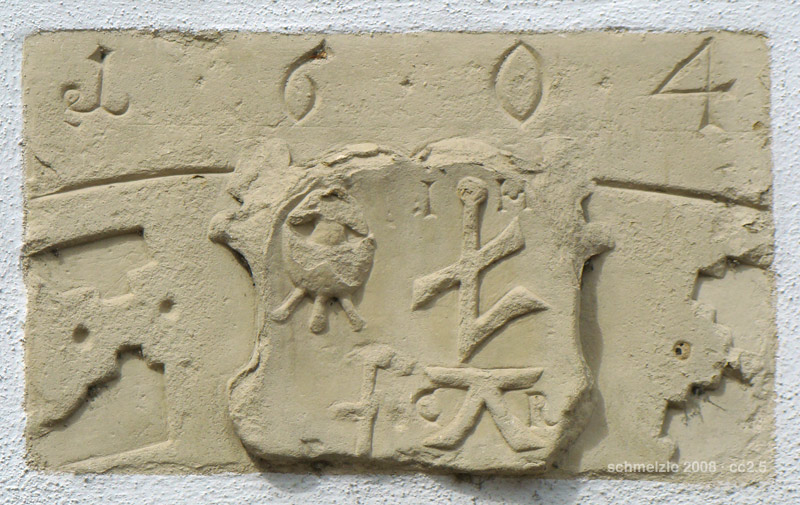
Wappenstein von 1604 am Alten Rathaus

Das Alte Rathaus in Flein wurde 1604 errichtet und im 19. Jahrhundert aufgestockt. Das nach starker Beschädigung im Zweiten Weltkrieg restaurierte Gebäude in der Kellergasse 2 zählt zu den Kunst- und Kulturdenkmälern in Stadt- und Landkreis Heilbronn. Die Verwaltung bezog 1987 das neue Rathaus.

## Geschichte
Das Gebäude in der Ortsmitte von Flein trägt einen Wappenstein von 1604 mit dem Hl. Veit im Kessel, einigen Steinmetzarbeiten und den Anfangsbuchstaben des damaligen Schultheißen Jakob Haag (JH) und des Anwalts Christian Reuschlin (CR). Gemäß diesem Stein gilt das Jahr 1604 als Baujahr des Rathauses. 1834/35 wurde das Gebäude erstmals erweitert und aufgestockt. Bei einer Visitation der Gemeinde durch das Königliche Oberamt Heilbronn im April 1893 beanstandete die Behörde „unhaltbare Zustände“ bezüglich der Abtritte und Dienstlokale. Am 24. Juli 1895 beschlossen daraufhin Gemeinderat und Bürgerausschuss den Umbau, der 5.164,04 Mark kostete.
Nach dem Ersten Weltkrieg gab es Planungen zur Aufstockung des Gebäudes, die jedoch aus finanziellen Gründen nicht verwirklicht wurden. Eine Fassadensanierung wurde 1931 durch eine großzügige Stiftung der Witwe des Gemeinderats Löhl ermöglicht.
Bis zum Zweiten Weltkrieg befand sich im Erdgeschoss des Hauses das Feuerwehrmagazin des Dorfes. Im als Dachreiter ausgebildeten Glockentürmchen des Rathauses hing einst eine 1729 bei Johann Daniel Rohr gegossene Glocke, mit der d'r Schütz bzw. der Amtsbote einbestellt werden konnten und die man auch bei Grundstücksversteigerungen läutete. Sie musste am 24. Februar 1942 abgenommen werden zur Verwendung  für den Zweiten Weltkrieg.
Das Rathaus wurde im April 1945 durch Artilleriefeuer fast ganz zerstört. Die Verwaltung wich daraufhin in die frühere Weinstube Kleindienst in die Erlachstraße 9 aus, wo man sich zwei größere Räume mit der Spar- und Darlehenskasse und der Weingärtnergenossenschaft teilte. In seiner ersten Sitzung nach dem Kriege am 26. März 1946 beschloss der Gemeinderat, das Gebäude originalgetreu wieder aufzubauen. Da der Wiederaufbau noch in die Zeit vor der Währungsreform fiel, wurden viele Baumaterialien und Arbeitsleistungen in Naturalien abgegolten, vor allem mit Wein. Am 20. September 1948 wurde der erste Stock des wiederaufgebauten Gebäudes mit Arbeitszimmer des Bürgermeisters, Registratur und Sitzungssaal des Rats bezugsfertig. Das Erdgeschoss wurde wenige Wochen später von der Bezugsscheinstelle, Gemeindepflege und Landespolizei bezogen und zunächst auch von der Spar- und Darlehenskasse und der Weingärtnergenossenschaft genutzt. Das Grundbuchamt bezog Räume im Dachgeschoss, wo sich auch die Altregistratur sowie zwei Arrestzellen befanden. Die Kosten für den Wiederaufbau beliefen sich auf 18.922,85 RM und 45.164,25 DM.
Nach dem Auszug der Sparkasse und der Weingärtnergenossenschaft in eigene Räume wurde der Sitzungssaal in das Erdgeschoss verlegt. Später wich man für Gemeinderatsitzungen in das neue Schulhaus, das evangelische Gemeindehaus oder die Gemeindehalle aus. Im Rathaus bestand jedoch weiter Platzmangel, so dass die Gemeinde weitere Gebäude in der Kellergasse 3 und in der Heilbronner Straße 5 erwarb, um Teile der Verwaltung dorthin auszulagern. Noch in den 1960er Jahren war vor dem Rathaus eine Bodenwaage eingelassen, einen Gehweg gab es damals hier noch nicht.
Ab 1963 gab es Überlegungen zum Neubau eines Rathauses, doch musste dieses Vorhaben zugunsten der vordringlich benötigten Gemeindehalle mehrere Jahre zurückgestellt werden. Nach einem langwierigen Planungsverfahren ab Mitte der 1970er Jahre wurde von 1984 bis 1987 schließlich in der Nachbarschaft das neue Rathaus errichtet.